# Вирта, Олави
О́скари О́лави Ви́рта (фин. Oskari Olavi Virta; 27 февраля 1915, Сюсмя, Великое княжество Финляндское — 14 июля 1972, Тампере, Финляндия) — финский певец, композитор и киноактёр, один из известнейших исполнителей танго в Финляндии.

## Музыкальное образование
Родился 27 февраля 1915 года в музыкальной семье. Его отец играл на скрипке, а мать — на мандолине. Олави начал брать уроки игры на фортепиано в возрасте восьми лет. Позже он овладел также скрипкой и стал скрипачом камерного оркестра Сёрняйнена. В 1930-е годы также играл в Dallapé-оркестре. А во время службы в армии пел в мужском хоре «Karjalan Laulu» (Песня Карелии). В 1945—1946 годах брал уроки пения у оперного певца Торильда Брёдермана.

## Творческое наследие
За весь период своего творчества (1939—1966 годы) Олави Вирта записал около 600 песен, в том числе 136 песен в стиле танго. Многие из них считаются лучшими образцами финского танго (например Punatukkaiselle tytölleni, Ennen kuolemaa, Täysikuu, Satumaa и др.). Помимо танго, Олави Вирта исполнял композиции в популярном в Финляндии жанре шлягера («искелмя»), среди которых Mustasukkaisuutta, Sinun silmiesi tähden, Sokeripala, Kultainen nuoruus, Armi; значительную часть его репертуара составляли песни Рейно Хелисмаа и Тойво Кярки. Он исполнял мировую эстраду в переводах на финский язык (Poika varjoisalta kujalta, Hopeinen kuu, Eva, Ajomies и другие); в репертуаре Олави Вирта были песни не только на финском, но также на английском и испанском языках, что отличало его от большинства современников. В 1950—1953 годах певец был вторым тенором в мужском вокальном ансамбле Kipparikvartetti (другими участниками ансамбля были Кауко Кяюхкё, Тейо Йоутсела и Ауво Нуотио). Кроме того, Олави Вирта снялся в 14 кинофильмах (часто в одних фильмах с ним играли такие актёры, как Тапио Раутаваара, Эса Пакаринен, Маса Ниеми, Сийри Ангеркоски и Аннели Саули) и принимал участие в работе ревю-театра «Punainen mylly» (Красная мельница) в Хельсинки. 6 июня 1966 года он записал две последние свои песни, Nyt soita balalaikka и Sateinen ilta. Вскоре после этого певец перенёс инсульт, в результате чего вынужден был уйти со сцены. Спустя шесть лет он скончался от алкоголизма; последние годы его жизни прошли в полной нищете.

## Фильмография
- «Богатая девушка» (1939)
- «Молодые люди» (1943)
- «Невеста Калле Аалтонена» (1948)
- «Hallin Janne» (1950)
- «Прекрасная Веера» (1950)
- «Vihaan sinua — rakas» (1952)
- «Шкиперский квартет» (1952)
- «Пекка Пуупяя на летних каникулах» (1953)
- «Я играю тебе вечером» (1954)
- «Пекка и Пяткя по следам снежного человека» (1954)
- «Два старых дровосека» (1954)
- «Pekka ja Pätkä puistotäteinä» (1955)
- «Большой парад мелодий» (1959)
- «Iskelmäkaruselli pyörii» (1960)

### Экранизации
- «Iskelmäparaati» (1939)
- «Olavi Virta» (1972)
- «Olavi Virta» (1987)

В художественном фильме Тимо Койвусало «Лебедь и странник» (1999) роль Олави Вирта сыграл Раймо Грёнберг.

## Сценические псевдонимы
- Ovan Erwin
- Paul Ilmen
- Oskari Joki
- Matti Lehto
- Oskari
- Salvador Rio
- Pauli Ström
- Kaarto Vasa
- Kaarto Virtanen